# Алистер Смайт
Алистер Смайт (англ. Alistair Smythe) — вымышленный персонаж, появляющийся в американских комиксах издательства Marvel Comics. Наиболее известен как враг Человека-паука и сын Спенсера Смайта. После того, как его отец посвятил свою жизнь уничтожению Человека-паука и погиб в ходе продолжительной конфронтации, Алистер унаследовал его творения, известные как Убийцы пауков и возненавидел Стенолаза. Он встал на преступный путь, чтобы отомстить Человеку-пауку, и создал новое поколение Убийц пауков, чтобы убить его, однако, в результате нескольких столкновений с супергероем, оказался парализован ниже пояса. Позже он поместил своё тело в биоорганический панцирь, который позволил ему снова ходить, а также наделил сверхспособностями, после чего Смайт стал известен как Совершенный Убийца пауков (англ. Ultimate Spider-Slayer).
На протяжении многих лет с момента его первого появления в комиксах персонаж появлялся в других медиа продуктах, в том числе: фильмы, мультсериалы и видеоигры. В фильме «Новый Человек-паук. Высокое напряжение» 2014 года его сыграл Б. Дж. Новак.
IGN поместил Алистера Смайта на 9-е место среди «злейших врагов Человека-паука».

## История публикаций
Алистер Смайт впервые появился в The Amazing Spider-Man Annual #19 (Ноябрь, 1985 года) и был создан Луизой Симонс и Мэри Уилширр.

## Биография вымышленного персонажа
Алистер Смайт был сыном Спенсера Смайта, создавшего Убийц пауков по заказу Джоны Джеймсона. Долгое время Спенсер пытался при помощи своих роботов, убить Человека-Паука, но в конечном итоге состарился и умер. Алистеру не только передались робототехнические знания отца, но и ненависть к Пауку. При первой попытке убить супер-героя, он принял его за Мэри Джейн Уотсон. Вскоре он потерпел поражение от настоящего Человека-Паука, в результате которого его нижние конечности были полностью парализованы. Некоторое время Алистер работал с Кингпином, но из-за разногласий по поводу Паука начал сольную карьеру.
Некоторое время спустя Алистер освободил заключённых из тюрьмы, чтобы те помогли ему в строительстве роботов. Одержимый жаждой мести к пауку, Смайт создаёт биоорганический экзоскелет наподобие экзоскелета насекомых, дающий ему сверхчеловеческие возможности. Кроме того, благодаря ему Алистер вновь получает способность ходить самостоятельно. Тем не менее он и его сообщники были остановлены Человеком-пауком и заключены под стражу.
Во время прибывания Алого Паука Смайт изобрёл новых роботов и хотел продать их на чёрном рынке. Алистер лишился своего экзоскелета. Он жаждал жестоко отомстить Человеку-Пауку и Джоне Джеймсону и даже угрожал семье последнего, за что был избит самим Джеймсоном бейсбольной битой. Вскоре Смайт использовал ядовитого паука, из-за которого Джон Джеймсон попал в больницу.
Во время Big Time Смайт создаёт новую металлическую броню и армию из Убийц пауков, которые нападают на Джону Джеймсона и его сына. Смайт возвращает Мака Гаргана к его личности Скорпиона и приказывает убить сына Джеймсона, чтобы тот почувствовал, что чувствовал сам Смайт, когда погиб его отец. План Смайта заключается в убийстве всех близких Джеймсона, за исключением его самого, дабы он смог испытать душевную боль. Новые Мстители предлагают Человеку-Пауку помощь, но Человек-Паук самостоятельно строит бомбу, которая взорвёт всех роботов, однако Мак Гарган помешал планам Человека-Паука скрыться до взрыва бомбы и бомбу пришлось отключить, так как пока он в пределах её радиуса, она мешает ему использовать его «паучье чутьё». Паук побеждает Скорпиона, но Смайт убивает Марлу Джеймсон прежде, чем его удалось обезвредить. Джона Джеймсон обещает казнить Смайта за смерть жены.
Во время Spider-Island Джеймсон требует от Смайта, чтобы тот помог ему в решении проблемы паучьей чумы. Смайт отказался, после чего заражённый Джеймсон обращается в монстра и кусает его в шею. Несмотря на это Алистер выжил и остался в тюрьме. Он стал свидетелем побега Доктора Осьминога (в теле которого тогда находился Человек-Паук) и получил отказ на просьбу присоединиться к нему.
Джеймсон, будучи мэром города, просит Превосходного Человека-паука проконтролировать казнь Смайта, чтобы тот не смог сбежать. Благодаря мини Убийцам пауков Смайту всё же удаётся избежать смерти. Отто вступает в бой со Смайтом и насмехается над ним, считая его лишь жалкой пародией на Спенсера Смайта. В это время мини Убийцы пауков создают броню для Бумеранга, Скорпиона и Стервятника и те приходят на помощь к Смайту. Когда Бумеранг был побеждён, Алистер предупреждает, что Скорпион направился за Джеймсоном, а Стервятник угрожает убить гражданских, из-за чего Пауку придётся сделать выбор. Тем не менее, Отто решает не следовать ни за кем из них и физически убивает Алистера. Разум Смайта пытается переместиться в тело Человека-Паука, однако Отто не даёт ему сделать этого. Алистер умирает, в то время как Превосходный Человек-Паук насмехается над ним и раскрывает свою истинную личность Отто Октавиуса.

## Силы и способности
Алистер Смайт является научным гением, специализирующимся на робототехнике, кибернетике и генетике. Его самыми известными изобретениями являются Убийцы пауков, построенные с целью уничтожить своего заклятого врага — Человека-Паука. Несмотря на то, что они были придуманы и созданы его отцом, Алистер усовершенствовал их. Убийцы пауков обычно действуют в группах, а сам Алистер, как правило, управляет ими.
Алистер Смайт был облучён радиацией. После чего Алистер получает сверхчеловеческую силу, скорость и выносливость и вместе с тем возвращается его способность к передвижению. После облучения изменяется внешность Алистера: на его ногах и руках вырастают когти, а на плечах специальные пушки, из которых он может стрелять паутиной и жёлтыми лазерными лучами.

## Альтернативные версии

### День М
В сюжетной линии House of M (2005 год) Джей Джона Джеймсон нанимает Алистера Смайта (партнёра Нормана Озборна) построить Убийцу пауков, чтобы отомстить Паркерам.

## Вне комиксов

### Телевидение

Алистер Смайт / Совершенный убийца в мультсериале «Человек-паук» 1994 года.

- В мультсериале «Человек-паук» 1994 года Алистера Смайта озвучил Максвелл Колфилд[23]. Как и в комиксах, в мультсериале, Алистер Смайт является калекой. Его отец Спенсер Смайт работает на Нормана Озборна, чтобы получить высокотехнологичное кресло для Алистера. Он создаёт Убийц пауков, чтобы устранить Человека-Паука, но супергерой побеждает их[24]. Спенсер, казалось бы, погибает от взрыва на заводе. Вскоре Кингпин находит Алистера и предлагает ему союзничество, чтобы уничтожить Человека-Паука. Алистер создаёт новых Убийц пауков и похищает Человека-Паука, Джону Джеймсона, Нормана Озборна, Эдди Брока и Флэша Томпсона, однако терпит поражение. Долгое время он создаёт новых роботов для борьбы с супергероем, а также помогает Кингпину в его преступных делах. Долгое время всё идёт с относительным успехом, пока сын Кингпина попадает в тюрьму по некомпететности Алистера. Понимая, что Кингпин его за это не простит и наверняка предаст, Алистер звонит Питеру Паркеру на работу и предлагает дать подробное интервью о незаконной деятельности Фиска, для чего начинает собирать улики из компьютерных систем злодея. Однако Кингпин ловит Алистера и при помощи доктора Герберта Лэндона превращает в киборга. Затем он направляет Смайта убить Человека-паука, но тот легко от него уходит с маленькой помощью Мадам Сети. Вскоре Смайт, вспоминая гибель отца, похищает Нормана Озборна, начав винить во всём его, но благодаря Человеку-пауку узнаёт, что на самом деле его отец жив и находится в криогенной заморозке, после чего лично одолевает Фиска и сбегает, забрав с собой криогенный бокс с отцом. Дабы оживить отца, он начинает работать на Сильвермейна. В последних сериях Смайт работал на второго Зелёного Гоблина, и помог ему создать армию гобо-роботов, для уничтожения Человека-паука, а также финансировал эксперименты Майлза Уоррена. Позднее участвовал в Секретных войнах, где перешёл на сторону супергероев, так как всего лишь хотел домой[25]. В альтернативной реальности Смайт и Кингпин сотрудничали с Пауком-Карнажем, до тех пор пока не узнали, что тот намерен уничтожить вселенную[26].
- Алистер Смайт появился в мультсериале «Человек-Паук» 2017 года, где его озвучил Джейсон Спайсэк[23].

### Кино
В фильме «Новый Человек-паук. Высокое напряжение» 2014 года роль Алистера Смайта исполняет актёр Бенджамин Джозеф Манали Новак. Здесь он является начальником Макса Диллона в «Озкорп». Он заставляет его разобраться в электрических неполадках в его же собственный день рождения. В результате с Диллоном происходит несчастный случай и он превращается в Электро.

### Видеоигры
- Алистер Смайт является одним из врагов Человека-Паука в игре The Amazing Spider-Man: Lethal Foes 1995 года.
- В игре Spider-Man: The Animated Series 1995 года, по мотивам одноимённого мультсериала 1994 года, Алистер Смайт является одним из главных антагонистов.
- Смайт является главным антагонистом игры The Amazing Spider-Man, где его озвучил Нолан Норт[23]. Через несколько месяцев после событий фильма Алистер Смайт был назначен новым главой нового отдела робототехники. Он и его коллеги продолжают эксперименты Курта Коннорса, с помощью которых создают гибридов людей и животных. Когда Человек-Паук появляется в OsCorp, гибриды необычно реагируют на него и сбегают, в процессе заражая всех учёных, в том числе и Смайта и Гвен Стейси. В конце концов, Коннорсу удаётся создать вакцину, и Человек-Паук устремляется с ней к Гвен и другим заражённым в OsCorp; однако Смайт сомневается, что принесённое Пауком действительно работает и импульсивно использует его на себе, воткнув иглу в ногу. Неожиданно Смайт теряет возможность использовать свои ноги и ум и программирует своих роботов атаковать Человека-Паука в приступе бешеной ярости. Некоторое время спустя он похищает Коннорса, а затем лишает Человека-Паука его способностей при помощи сыворотки с наноботами. При помощи Ящера Человек-Паук побеждает Смайта и уничтожает его последнего робота. Смайта сажают в тюрьму, откуда он вскоре сбегает. Он снова получает возможность ходить, находясь на заключительном этапе гибридной инфекции. Он понимает, что сыворотка изменила его, после чего он сознательно идёт на линию огня своего робота и погибает.
- Смайт появляется в игре Marvel Heroes 2013 года.
- Алистер Смайт, в качестве Совершенного Убийцы пауков, является игровым персонажем в Spider-Man Unlimited.